# Kreis Tropoja
Der Kreis Tropoja (albanisch Rrethi i Tropojës) war einer der 36 Verwaltungskreise Albaniens, die im Sommer 2015 nach einer Verwaltungsreform aufgehoben worden sind. Das Gebiet des Kreises mit einer Fläche von 1043 Quadratkilometern im Qark Kukës bildet heute die Gemeinde Tropoja. Hauptort war die Kleinstadt Bajram Curr.

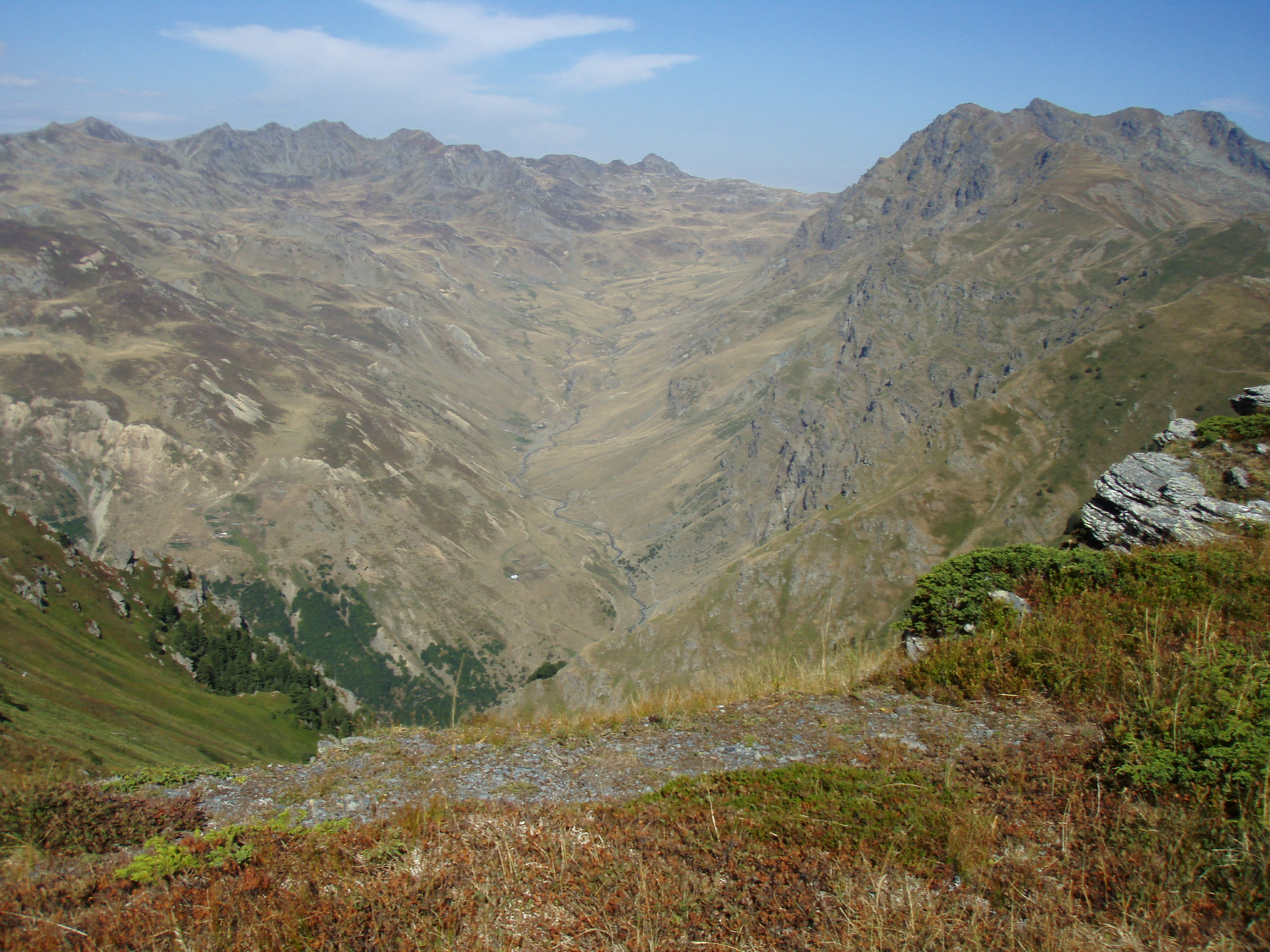
Abgelegenes Bergland im Norden des Kreises

Tropoja liegt im Nordosten Albaniens an der Grenze zu Kosovo und Montenegro am östlichen Rand der Albanischen Alpen. Der Kreis zählte rund 20.517 Einwohner (2011). Der Name des Kreises stammt vom kleinen Ort Tropoja, dem historischen Zentrum der gleichnamigen Region.
| Name        | Einwohner | Gemeindeart |
| ----------- | --------- | ----------- |
| Bajram Curr | 5.340     | Bashkia     |
| Bujan       | 2.550     | Komuna      |
| Bytyç       | 1.563     | Komuna      |
| Fierza      | 1.607     | Komuna      |
| Lekbibaj    | 1.207     | Komuna      |
| Llugaj      | 1.787     | Komuna      |
| Margegaj    | 2.346     | Komuna      |
| Tropoja     | 4.117     | Komuna      |